# Dorf Gutow
Dorf Gutow ist ein Ortsteil der Gemeinde Damshagen im Landkreis Nordwestmecklenburg in Mecklenburg-Vorpommern.

## Geografie und Verkehrsanbindung
Dorf Gutow liegt südwestlich des Kernortes Damshagen. Nordwestlich befindet sich Hof Gutow. Die Landesstraße L 03 verläuft 1,5 km entfernt östlich und die B 105 5 km entfernt südlich. Nordwestlich erstreckt sich das 33 ha große Naturschutzgebiet Pohnstorfer Moor und südwestlich das Naturschutzgebiet Moorer Busch.

## Sehenswürdigkeiten
- Das Bauernhaus „Gutower Hufe“ ist als Baudenkmal ausgewiesen (siehe Liste der Baudenkmale in Damshagen#Hof Gutow).